# Delegació del Govern d'Espanya a Melilla
La Delegació del Govern a Melilla és l'organisme de l'Administració Pública d'Espanya, dependent de la Secretaria d'Estat de Política Territorial, pertanyent al Ministeri de Política Territorial i Funció Pública, encarregat d'exercir la representació del Govern d'Espanya en la ciutat autònoma de Melilla.

## Seu
La seu de la Delegació es troba a l'Avinguda de la Marina Española, 3 de Melilla.

## Delegats
| Dates del mandat | Dates del mandat | Delegat                           | Partit | Partit |
| ---------------- | ---------------- | --------------------------------- | ------ | ------ |
| 09.03.1983       | 11.07.1984       | Ángel Hernández Craqui            |        | PSOE   |
| 11.07.1984       | 29.08.1986       | Andrés Moreno Aguilar             |        | PSOE   |
| 29.08.1986       | 24.05.1996       | Manuel Céspedes Céspedes          |        | PSOE   |
| 24.05.1996       | 12.05.2000       | Enrique Beamud Martín             |        | PP     |
| 12.05.2000       | 30.04.2004       | Arturo Esteban Albert             |        | PP     |
| 30.04.2004       | 30.04.2008       | José Fernández Chacón             |        | PSOE   |
| 30.04.2008       | 01.04.2011       | Gregorio Francisco Escobar Marcos |        | PSOE   |
| 01.04.2011       | 30.12.2011       | Antonio María Claret García       |        | PSOE   |
| 30.12.2011       | 19.06.2018       | Abdelmalik El Barkani             |        | PP     |
| 19.06.2018       | En fonction      | Sabrina Moh Abdelkader            |        | PSOE   |

## Funcions
L'organisme està dirigit per un delegat, nomenat pel Govern, les funcions del qual, segons l'article 154 de la Constitució espanyola, són les de dirigir l'Administració de l'Estat al territori de la Comunitat Autònoma i la coordinarà, quan escaigui, amb l'administració pròpia de la Comunitat.